# Saison 1981-1982 du Football Club de Grenoble rugby
Cette page présente la saison 1981-1982 du Football club de Grenoble rugby.
La saison 1982 est prolifique pour le rugby grenoblois. Le FCG termine premier de sa poule pour la deuxième année consécutive (2e club français sur 40 à l’issue des matchs de poules derrière Dax) avant d'être éliminé par Bayonne en demi-finale à Narbonne.
Le 4 novembre 1981, une sélection alpine avec 6 joueurs du FC Grenoble affronte l'équipe de Nouvelle-Zélande lors de leur tournée en Europe. Au stade Charles-Berty de Grenoble, les All blacks essuieront la seule défaite (16-18) de toute leur tournée européenne avec tous les points de la sélection des Alpes marqués par l'ouvreur du FC Grenoble, Pierre Pommier.

## Matchs de la saison
Grenoble termine en tête de sa poule avec 13 victoires et 5 défaites.

### À domicile
- Grenoble-Aurillac 13-6
- Grenoble-La Rochelle 15-0
- Grenoble-Mont de Marsan 24-6
- Grenoble-Tarbes 15-6
- Grenoble-Thuir 23-3
- Grenoble-Bagnieres 50-7
- Grenoble-Carcassonne 22-3
- Grenoble-Romans 9-19 (1re défaite après 4 ans d’invincibilité à domicile en championnat)
- Grenoble-Bourg en Bresse 45-7

### À l’extérieur
- Aurillac-Grenoble 22-15
- La Rochelle-Grenoble 19-7
- Mont de Marsan-Grenoble 3-13
- Tarbes-Grenoble 10-8
- Thuir-Grenoble 10-22
- Bagnieres-Grenoble 8-16
- Carcassonne-Grenoble 22-6
- Romans-Grenoble 6-7
- Bourg en Bresse-Grenoble 6-16

## Classement des 4 poules de 10
Les équipes sont listées dans leur ordre de classement à l'issue de la phase qualificative. Les noms en gras indiquent les équipes qui sont qualifiées directement pour les 8e de finale.
| 1. Aviron bayonnais 2. AS Béziers 3. RRC Nice 4. CA Brive 5. La Voulte sportif 6. Biarritz olympique 7. RC Toulon 8. Castres olympique 9. FC Oloron 10. ES Avignon Saint-Saturnin | 1. FC Grenoble 2. Stadoceste tarbais 3. Stade aurillacois 4. Stade rochelais 5. US Carcassonne 6. US Romans 7. Stade bagnérais 8. US bressane 9. Stade montois 10. US Thuir (Thuir) |
| 1. US Dax 2. SU Agen 3. FC Lourdes 4. RC Narbonne 5. CA Bègles 6. Boucau stade 7. SC Albi 8. US Montauban 9. Valence sportif 10. SC Mazamet                                       | 1. SC Angoulême 2. USA Perpignan 3. Section paloise 4. Stade toulousain 5. SC Graulhet 6. AS Montferrand 7. SC Tulle 8. Tyrosse RCS 9. RC Nîmes 10. CA Périgueux                    |

## Matchs de barrage
Les équipes dont le nom est en caractères gras sont qualifiées pour les huitièmes de finale. 
| Équipe 1          | Équipe 2           | Résultat |
| ----------------- | ------------------ | -------- |
| Section paloise   | AS Montferrand     | 18-16    |
| Stade toulousain  | RC Narbonne        | 12-19    |
| Boucau stade      | Stade aurillacois  | 13-15    |
| SC Graulhet       | CA Bègles          | 3-25     |
| US Romans         | CA Brive           | 9-12     |
| US Carcassonne    | RRC Nice           | 13-11    |
| La Voulte sportif | Stade rochelais    | 22-18    |
| FC Lourdes        | Biarritz olympique | 24-12    |

## Huitièmes de finale
Les équipes dont le nom est en caractères gras sont qualifiées pour les quarts de finale. Tous les barragistes sont éliminés.
| Équipe 1           | Équipe 2          | Match aller | Match retour |
| ------------------ | ----------------- | ----------- | ------------ |
| SU Agen            | Section paloise   | 15-10       | 9-12         |
| RC Narbonne        | SC Angoulême      | 15-18       | 24-17        |
| USA Perpignan      | Stade aurillacois | 16-18       | 15-9         |
| US Dax             | CA Bègles         | 6-10        | 15-6         |
| Aviron bayonnais   | CA Brive          | 23-9        | 12-22        |
| Stadoceste tarbais | US Carcassonne    | 18-3        | 9-9          |
| FC Grenoble        | La Voulte sportif | 13-10       | 14-6         |
| FC Lourdes         | AS Béziers        | 9-6         | 6-7          |

## Quarts de finale
Les équipes dont le nom est en caractères gras sont qualifiées pour les demi-finales.
| Équipe 1         | Équipe 2           | Résultat |
| ---------------- | ------------------ | -------- |
| SU Agen          | RC Narbonne        | 35-6     |
| USA Perpignan    | US Dax             | 33-23    |
| Aviron bayonnais | Stadoceste tarbais | 13-6     |
| FC Grenoble      | FC Lourdes         | 12-9     |

Dax, premier club français à l’issue des matchs de poules et futur vainqueur du Challenge Yves du Manoir est éliminé dès les quarts de finale.

## Demi-finales
| Équipe 1         | Équipe 2      | Résultat |
| ---------------- | ------------- | -------- |
| SU Agen          | USA Perpignan | 15-4     |
| Aviron bayonnais | FC Grenoble   | 20-3     |

## Finales
| Équipes | SU Agen - Aviron bayonnais |
| Score   | 18-09                      |
| Date    | 29 mai 1982                |
| Stade   | Parc des Princes           |
| Arbitre | Christian Garino           |

## Challenge Yves du Manoir
Grenoble termine premier de sa poule devant Toulon, Montauban et Saint Jean de Luz avec 4 victoires, 1 nul et 1 défaite.

### À domicile
- Grenoble-Toulon 22-14
- Grenoble-Montauban 32-15
- Grenoble-Saint Jean de Luz 32-0

### À l’extérieur
- Toulon-Grenoble 23-4
- Montauban-Grenoble 10-10
- Saint Jean de Luz-Grenoble 16-30

Grenoble est aussi l’équipe qui marque le plus d’essais avec 32 réalisations en 6 matchs.

### Phases finales
Privé de Patrick Mesny retenu pour jouer contre l’Irlande dans le cadre du Tournoi des 5 nations mais aussi de Jean-Marc Romand, sélectionné en France A et de Alain Gély sélectionné chez les juniors ainsi que des blessés Alain Lorieux et Freddy Pepelnjak, Grenoble est éliminé prématurément.

### Tableau final
|  | Huitièmes de finale               | Huitièmes de finale          | Huitièmes de finale          | Huitièmes de finale          |               |               | Quarts de finale    | Quarts de finale    | Quarts de finale    | Quarts de finale    |  |  | Demi-finales         | Demi-finales         | Demi-finales         | Demi-finales         |  |  | Finale                               | Finale                               | Finale                               | Finale                               |
|  |                                   |                              |                              |                              |               |               |                     |                     |                     |                     |  |  |                      |                      |                      |                      |  |  |                                      |                                      |                                      |                                      |
|  | 21, 23 et 24 mars 1982, Agen      | 21, 23 et 24 mars 1982, Agen | 21, 23 et 24 mars 1982, Agen | 21, 23 et 24 mars 1982, Agen |               |               | 2 mai 1982, Bayonne | 2 mai 1982, Bayonne | 2 mai 1982, Bayonne | 2 mai 1982, Bayonne |  |  | 23 mai 1982, Lourdes | 23 mai 1982, Lourdes | 23 mai 1982, Lourdes | 23 mai 1982, Lourdes |  |  | 5 juin 1982, Parc des Princes, Paris | 5 juin 1982, Parc des Princes, Paris | 5 juin 1982, Parc des Princes, Paris | 5 juin 1982, Parc des Princes, Paris |
|  | US Dax                            | US Dax                       | 24                           | 24                           |               |               | 2 mai 1982, Bayonne | 2 mai 1982, Bayonne | 2 mai 1982, Bayonne | 2 mai 1982, Bayonne |  |  | 23 mai 1982, Lourdes | 23 mai 1982, Lourdes | 23 mai 1982, Lourdes | 23 mai 1982, Lourdes |  |  | 5 juin 1982, Parc des Princes, Paris | 5 juin 1982, Parc des Princes, Paris | 5 juin 1982, Parc des Princes, Paris | 5 juin 1982, Parc des Princes, Paris |
|  | US Dax                            | US Dax                       | 24                           | 24                           |               |               | 2 mai 1982, Bayonne | 2 mai 1982, Bayonne | 2 mai 1982, Bayonne | 2 mai 1982, Bayonne |  |  | 23 mai 1982, Lourdes | 23 mai 1982, Lourdes | 23 mai 1982, Lourdes | 23 mai 1982, Lourdes |  |  | 5 juin 1982, Parc des Princes, Paris | 5 juin 1982, Parc des Princes, Paris | 5 juin 1982, Parc des Princes, Paris | 5 juin 1982, Parc des Princes, Paris |
|  | SC Angoulême                      | SC Angoulême                 | 6                            | 6                            |               |               | 2 mai 1982, Bayonne | 2 mai 1982, Bayonne | 2 mai 1982, Bayonne | 2 mai 1982, Bayonne |  |  | 23 mai 1982, Lourdes | 23 mai 1982, Lourdes | 23 mai 1982, Lourdes | 23 mai 1982, Lourdes |  |  | 5 juin 1982, Parc des Princes, Paris | 5 juin 1982, Parc des Princes, Paris | 5 juin 1982, Parc des Princes, Paris | 5 juin 1982, Parc des Princes, Paris |
|  | SC Angoulême                      | SC Angoulême                 | 6                            | 6                            | US Dax        | US Dax        | 23                  | 23                  |                     |                     |  |  | 23 mai 1982, Lourdes | 23 mai 1982, Lourdes | 23 mai 1982, Lourdes | 23 mai 1982, Lourdes |  |  | 5 juin 1982, Parc des Princes, Paris | 5 juin 1982, Parc des Princes, Paris | 5 juin 1982, Parc des Princes, Paris | 5 juin 1982, Parc des Princes, Paris |
|  | 21, 23 et 24 mars 1982, Toulouse  |                              |                              |                              | US Dax        | US Dax        | 23                  | 23                  |                     |                     |  |  | 23 mai 1982, Lourdes | 23 mai 1982, Lourdes | 23 mai 1982, Lourdes | 23 mai 1982, Lourdes |  |  | 5 juin 1982, Parc des Princes, Paris | 5 juin 1982, Parc des Princes, Paris | 5 juin 1982, Parc des Princes, Paris | 5 juin 1982, Parc des Princes, Paris |
|  |                                   |                              | AS Béziers                   | AS Béziers                   | 13            | 13            |                     |                     |                     |                     |  |  | 23 mai 1982, Lourdes | 23 mai 1982, Lourdes | 23 mai 1982, Lourdes | 23 mai 1982, Lourdes |  |  | 5 juin 1982, Parc des Princes, Paris | 5 juin 1982, Parc des Princes, Paris | 5 juin 1982, Parc des Princes, Paris | 5 juin 1982, Parc des Princes, Paris |
|  | AS Béziers                        | AS Béziers                   | AS Béziers                   | AS Béziers                   | 13            | 13            | 16                  | 16                  |                     |                     |  |  | 23 mai 1982, Lourdes | 23 mai 1982, Lourdes | 23 mai 1982, Lourdes | 23 mai 1982, Lourdes |  |  | 5 juin 1982, Parc des Princes, Paris | 5 juin 1982, Parc des Princes, Paris | 5 juin 1982, Parc des Princes, Paris | 5 juin 1982, Parc des Princes, Paris |
|  | AS Béziers                        | AS Béziers                   | 2 mai 1982, Carcassonne      |                              |               |               | 16                  | 16                  |                     |                     |  |  | 23 mai 1982, Lourdes | 23 mai 1982, Lourdes | 23 mai 1982, Lourdes | 23 mai 1982, Lourdes |  |  | 5 juin 1982, Parc des Princes, Paris | 5 juin 1982, Parc des Princes, Paris | 5 juin 1982, Parc des Princes, Paris | 5 juin 1982, Parc des Princes, Paris |
|  | SU Agen                           | SU Agen                      | 15                           | 15                           |               |               |                     |                     |                     |                     |  |  | 23 mai 1982, Lourdes | 23 mai 1982, Lourdes | 23 mai 1982, Lourdes | 23 mai 1982, Lourdes |  |  | 5 juin 1982, Parc des Princes, Paris | 5 juin 1982, Parc des Princes, Paris | 5 juin 1982, Parc des Princes, Paris | 5 juin 1982, Parc des Princes, Paris |
|  | SU Agen                           | SU Agen                      | 15                           | 15                           | US Dax        | US Dax        | 15                  | 15                  |                     |                     |  |  |                      |                      |                      |                      |  |  | 5 juin 1982, Parc des Princes, Paris | 5 juin 1982, Parc des Princes, Paris | 5 juin 1982, Parc des Princes, Paris | 5 juin 1982, Parc des Princes, Paris |
|  | 21, 23 et 24 mars 1982, Tarbes    |                              |                              |                              | US Dax        | US Dax        | 15                  | 15                  |                     |                     |  |  |                      |                      |                      |                      |  |  | 5 juin 1982, Parc des Princes, Paris | 5 juin 1982, Parc des Princes, Paris | 5 juin 1982, Parc des Princes, Paris | 5 juin 1982, Parc des Princes, Paris |
|  |                                   |                              | USA Perpignan                | USA Perpignan                | 6             | 6             |                     |                     |                     |                     |  |  |                      |                      |                      |                      |  |  | 5 juin 1982, Parc des Princes, Paris | 5 juin 1982, Parc des Princes, Paris | 5 juin 1982, Parc des Princes, Paris | 5 juin 1982, Parc des Princes, Paris |
|  | USA Perpignan                     | USA Perpignan                | USA Perpignan                | USA Perpignan                | 6             | 6             | 13                  | 13                  |                     |                     |  |  |                      |                      |                      |                      |  |  | 5 juin 1982, Parc des Princes, Paris | 5 juin 1982, Parc des Princes, Paris | 5 juin 1982, Parc des Princes, Paris | 5 juin 1982, Parc des Princes, Paris |
|  | USA Perpignan                     | USA Perpignan                | 22 mai 1982, Béziers         |                              |               |               | 13                  | 13                  |                     |                     |  |  |                      |                      |                      |                      |  |  | 5 juin 1982, Parc des Princes, Paris | 5 juin 1982, Parc des Princes, Paris | 5 juin 1982, Parc des Princes, Paris | 5 juin 1982, Parc des Princes, Paris |
|  | US Montauban                      | US Montauban                 | 6                            | 6                            |               |               |                     |                     |                     |                     |  |  |                      |                      |                      |                      |  |  | 5 juin 1982, Parc des Princes, Paris | 5 juin 1982, Parc des Princes, Paris | 5 juin 1982, Parc des Princes, Paris | 5 juin 1982, Parc des Princes, Paris |
|  | US Montauban                      | US Montauban                 | 6                            | 6                            | USA Perpignan | USA Perpignan | 28                  | 28                  |                     |                     |  |  |                      |                      |                      |                      |  |  | 5 juin 1982, Parc des Princes, Paris | 5 juin 1982, Parc des Princes, Paris | 5 juin 1982, Parc des Princes, Paris | 5 juin 1982, Parc des Princes, Paris |
|  | 21, 23 et 24 mars 1982, Perpignan |                              |                              |                              | USA Perpignan | USA Perpignan | 28                  | 28                  |                     |                     |  |  |                      |                      |                      |                      |  |  | 5 juin 1982, Parc des Princes, Paris | 5 juin 1982, Parc des Princes, Paris | 5 juin 1982, Parc des Princes, Paris | 5 juin 1982, Parc des Princes, Paris |
|  |                                   |                              | RC Toulon                    | RC Toulon                    | 16            | 16            |                     |                     |                     |                     |  |  |                      |                      |                      |                      |  |  | 5 juin 1982, Parc des Princes, Paris | 5 juin 1982, Parc des Princes, Paris | 5 juin 1982, Parc des Princes, Paris | 5 juin 1982, Parc des Princes, Paris |
|  | RC Toulon                         | RC Toulon                    | RC Toulon                    | RC Toulon                    | 16            | 16            | 6                   | 6                   |                     |                     |  |  |                      |                      |                      |                      |  |  | 5 juin 1982, Parc des Princes, Paris | 5 juin 1982, Parc des Princes, Paris | 5 juin 1982, Parc des Princes, Paris | 5 juin 1982, Parc des Princes, Paris |
|  | RC Toulon                         | RC Toulon                    | 1 mai 1982, Pau              |                              |               |               | 6                   | 6                   |                     |                     |  |  |                      |                      |                      |                      |  |  | 5 juin 1982, Parc des Princes, Paris | 5 juin 1982, Parc des Princes, Paris | 5 juin 1982, Parc des Princes, Paris | 5 juin 1982, Parc des Princes, Paris |
|  | Stade toulousain                  | Stade toulousain             | 4                            | 4                            |               |               |                     |                     |                     |                     |  |  |                      |                      |                      |                      |  |  | 5 juin 1982, Parc des Princes, Paris | 5 juin 1982, Parc des Princes, Paris | 5 juin 1982, Parc des Princes, Paris | 5 juin 1982, Parc des Princes, Paris |
|  | Stade toulousain                  | Stade toulousain             | 4                            | 4                            | US Dax        | US Dax        | 22                  | 22                  |                     |                     |  |  |                      |                      |                      |                      |  |  |                                      |                                      |                                      |                                      |
|  | 21, 23 et 24 mars 1982, Graulhet  |                              |                              |                              | US Dax        | US Dax        | 22                  | 22                  |                     |                     |  |  |                      |                      |                      |                      |  |  |                                      |                                      |                                      |                                      |
|  |                                   |                              | RC Narbonne                  | RC Narbonne                  | 19            | 19            |                     |                     |                     |                     |  |  |                      |                      |                      |                      |  |  |                                      |                                      |                                      |                                      |
|  | RC Narbonne                       | RC Narbonne                  | RC Narbonne                  | RC Narbonne                  | 19            | 19            | 33                  | 33                  |                     |                     |  |  |                      |                      |                      |                      |  |  |                                      |                                      |                                      |                                      |
|  | RC Narbonne                       | RC Narbonne                  |                              |                              |               |               |                     | 33                  |                     |                     |  |  |                      |                      |                      |                      |  |  |                                      |                                      |                                      |                                      |
|  | Stade aurillacois                 | Stade aurillacois            | 18                           | 18                           |               |               |                     |                     |                     |                     |  |  |                      |                      |                      |                      |  |  |                                      |                                      |                                      |                                      |
|  | Stade aurillacois                 | Stade aurillacois            | 18                           | 18                           | RC Narbonne   | RC Narbonne   | 15                  | 15                  |                     |                     |  |  |                      |                      |                      |                      |  |  |                                      |                                      |                                      |                                      |
|  | 21, 23 et 24 mars 1982, Bordeaux  |                              |                              |                              | RC Narbonne   | RC Narbonne   | 15                  | 15                  |                     |                     |  |  |                      |                      |                      |                      |  |  |                                      |                                      |                                      |                                      |
|  |                                   |                              | Aviron bayonnais             | Aviron bayonnais             | 6             | 6             |                     |                     |                     |                     |  |  |                      |                      |                      |                      |  |  |                                      |                                      |                                      |                                      |
|  | Aviron bayonnais                  | Aviron bayonnais             | Aviron bayonnais             | Aviron bayonnais             | 6             | 6             | 18                  | 18                  |                     |                     |  |  |                      |                      |                      |                      |  |  |                                      |                                      |                                      |                                      |
|  | Aviron bayonnais                  | Aviron bayonnais             | 2 mai 1982, Tarbes           |                              |               |               | 18                  | 18                  |                     |                     |  |  |                      |                      |                      |                      |  |  |                                      |                                      |                                      |                                      |
|  | CA Bègles                         | CA Bègles                    | 16                           | 16                           |               |               |                     |                     |                     |                     |  |  |                      |                      |                      |                      |  |  |                                      |                                      |                                      |                                      |
|  | CA Bègles                         | CA Bègles                    | 16                           | 16                           | RC Narbonne   | RC Narbonne   | 15                  | 15                  |                     |                     |  |  |                      |                      |                      |                      |  |  |                                      |                                      |                                      |                                      |
|  | 21, 23 et 24 mars 1982, Béziers   |                              |                              |                              | RC Narbonne   | RC Narbonne   | 15                  | 15                  |                     |                     |  |  |                      |                      |                      |                      |  |  |                                      |                                      |                                      |                                      |
|  |                                   |                              | FC Lourdes                   | FC Lourdes                   | 9             | 9             |                     |                     |                     |                     |  |  |                      |                      |                      |                      |  |  |                                      |                                      |                                      |                                      |
|  | FC Lourdes                        | FC Lourdes                   | FC Lourdes                   | FC Lourdes                   | 9             | 9             | 19                  | 19                  |                     |                     |  |  |                      |                      |                      |                      |  |  |                                      |                                      |                                      |                                      |
|  | FC Lourdes                        | FC Lourdes                   |                              |                              |               |               |                     | 19                  |                     |                     |  |  |                      |                      |                      |                      |  |  |                                      |                                      |                                      |                                      |
|  | SC Graulhet                       | SC Graulhet                  | 9                            | 9                            |               |               |                     |                     |                     |                     |  |  |                      |                      |                      |                      |  |  |                                      |                                      |                                      |                                      |
|  | SC Graulhet                       | SC Graulhet                  | 9                            | 9                            | FC Lourdes    | FC Lourdes    | 9                   | 9                   |                     |                     |  |  |                      |                      |                      |                      |  |  |                                      |                                      |                                      |                                      |
|  | 21, 23 et 24 mars 1982, Toulon    |                              |                              |                              | FC Lourdes    | FC Lourdes    | 9                   | 9                   |                     |                     |  |  |                      |                      |                      |                      |  |  |                                      |                                      |                                      |                                      |
|  |                                   |                              | Section paloise              | Section paloise              | 6             | 6             |                     |                     |                     |                     |  |  |                      |                      |                      |                      |  |  |                                      |                                      |                                      |                                      |
|  | Section paloise                   | Section paloise              | Section paloise              | Section paloise              | 6             | 6             | 17                  | 17                  |                     |                     |  |  |                      |                      |                      |                      |  |  |                                      |                                      |                                      |                                      |
|  | Section paloise                   | Section paloise              |                              |                              |               |               |                     | 17                  |                     |                     |  |  |                      |                      |                      |                      |  |  |                                      |                                      |                                      |                                      |
|  | FC Grenoble                       | FC Grenoble                  | 9                            | 9                            |               |               |                     |                     |                     |                     |  |  |                      |                      |                      |                      |  |  |                                      |                                      |                                      |                                      |
|  | FC Grenoble                       | FC Grenoble                  | 9                            | 9                            |               |               |                     |                     |                     |                     |  |  |                      |                      |                      |                      |  |  |                                      |                                      |                                      |                                      |
|  |                                   |                              |                              |                              |               |               |                     |                     |                     |                     |  |  |                      |                      |                      |                      |  |  |                                      |                                      |                                      |                                      |

## Entraîneur
L'équipe professionnelle est encadrée par
| Nom          | Poste      | Nationalité |
| ------------ | ---------- | ----------- |
| Jean Liénard | Entraîneur | France      |

| Nom                    | Poste                  | Naissance          | Nationalité |
| ---------------------- | ---------------------- | ------------------ | ----------- |
| Jean-Claude Alexandre  | Pilier                 | 18 juin 1958       | France      |
| Serge Bonnardel        | Pilier                 | 27 août 1957       | France      |
| Michel Perrin          | Pilier                 | 21 mai 1955        | France      |
| Jean-Marc Romand       | Pilier                 | 27 mars 1957       | France      |
| François Di Bartolomeo | Talonneur              | 30 octobre 1955    | France      |
| José Ibanez            | Talonneur              | 7 mars 1950        | Espagne     |
| Vincent Richaud        | Talonneur              | 4 juin 1951        | France      |
| Patrick Petit          | Talonneur              | 1er janvier 1960   | France      |
| Marc Chérèque          | Deuxième ligne         | 9 juin 1953        | France      |
| Jean-Pierre Gébus      | Deuxième ligne         | 2 décembre 1943    | France      |
| Alain Lorieux          | Deuxième ligne         | 26 mars 1956       | France      |
| Willy Pepelnjak        | Deuxième ligne         | 21 mai 1961        | France      |
| Frédéric Boutin        | Troisième ligne aile   | 22 juillet 1962    | France      |
| Jean de la Vaissière   | Troisième ligne aile   | 25 août 1956       | France      |
| André Gorgues          | Troisième ligne aile   | 20 novembre 1953   | France      |
| Philippe Molinié       | Troisième ligne aile   | 27 juin 1958       | France      |
| Freddy Pepelnjak       | Troisième ligne centre | 16 juin 1957       | France      |
| Daniel Perez           | Demi de mêlée          | 28 janvier 1957    | France      |
| Alain Thomas           | Demi de mêlée          | 19 mai 1957        | France      |
| Yves Pinotti           | Demi d'ouverture       | 27 juillet 1957    | France      |
| Pierre Pommier         | Demi d'ouverture       | 18 septembre 1951  | France      |
| Pascal Belin           | Centre                 | 30 mars 1962       | France      |
| Gilles Feutrier        | Centre                 | 1er septembre 1956 | France      |
| Alain Gély             | Centre                 | 25 janvier 1963    | France      |
| Patrick Mesny          | Centre                 | 18 août 1954       | France      |
| Leconte                | Ailier                 |                    | France      |
| Patrice Morand         | Ailier                 | 1960               | France      |
| Jean Nemoz             | Ailier                 | 9 février 1960     | France      |
| Thierry Perrin         | Ailier                 | 17 octobre 1956    | France      |
| Régis Tabarini         | Arrière                | 16 août 1962       | France      |
| Peter Steven           | Arrière                | 4 juillet 1959     | Écosse      |

### Équipe-Type
1. Michel Perrin 2. Vincent Richaud  3. Jean-Marc Romand 

4. Jean-Pierre Gébus  5. Alain Lorieux 

6. Jean de la Vaissière 8. Freddy Pepelnjak puis Willy Pepelnjak 7. André Gorgues 

9. Daniel Perez  10. Pierre Pommier 

11. Pascal Belin 12. Patrick Mesny 13. Alain Gély 14. Thierry Perrin 

15. Gilles Feutrier puis Peter Steven 